# Geothlypis speciosa
Geothlypis speciosa là một loài chim trong họ Parulidae.